# Campionat d'Europa de Futbol sub-21 de la UEFA 2013
El Campionat d'Europa sub-21 de la UEFA 2013, o simplement l'Eurocopa sub-21 de 2013, va ser la 19a edició del Campionat d'Europa sub-21 de la UEFA. El torneig final va ser acollit per Israel del 5 al 18 de juny de 2013.
La candidatura israeliana va ser escollida pel Comitè Executiu de la UEFA el 27 de gener de 2011 a Nyon, Suïssa. Aquesta oferta va vèncer les altres ofertes de Bulgària, República Txeca, Anglaterra i Gal·les.
Espanya defensava el títol que va guanyar dos anys abans, i va aconseguir guanyar el seu quart campionat després de derrotar Itàlia per 4–2 a la final.

## Qualificació
El sorteig de la fase de grups de la classificació per al Campionat d'Europa sub-21 de la UEFA 2013 va tenir lloc el 3 de febrer a Nyon, Suïssa. En la classificació hi van participar 52 seleccions. La fase de grups de classificació va començar el 25 de març de 2011. Hi havia un total de deu grups, formats per cinc o sis equips cadascun. Tots els equips de cada grup es van enfrontar dues vegades, a casa i fora. L'equip al capdavant de cada grup i els quatre millors segons classificats es van classificar per a la ronda de playoffs. A la ronda de playoff, els 14 equips es van sortejar per jugar set partits a doble partit. Els guanyadors es van unir a Israel a la final del torneig.

### Llista d'equips qualificats
Els següents equips es van classificar per al Campionat d'Europa sub-21 de la UEFA 2013:
- Anglaterra
- Alemanya
- Israel (Amfitrió)
- Itàlia
- Països Baixos
- Noruega
- Rússia
- Espanya

## Seus
La competició es va jugar en quatre llocs de les principals ciutats d'arreu d'Israel: Bloomfield (Tel-Aviv), Teddy (Jerusalem), HaMoshava (Petah Tikva) i l'Estadi de Netanya (Netanya).
| Jerusalem           |                   | Netanya |
| ------------------- | ----------------- | ------- |
| Estadi Teddy Kollek | Estadi de Netanya |         |
| Capacitat: 31.733   | Capacitat: 13.610 |         |
|                     |                   |         |
| Petah Tikva         | Tel-Aviv          |         |
| Estadi HaMoshava    | Estadi Bloomfield |         |
| Capacitat: 11.500   | Capacitat: 14.413 |         |
|                     |                   |         |

## Àrbitres
El desembre de 2012, es va anunciar que aquests sis àrbitres es farien càrrec dels partits del torneig final:
- Ivan Bebek (Croàcia)
- Serhiy Boiko (Ucraïna)
- Antony Gautier (França)
- Paweł Gil (Polònia)
- Ovidiu Haţegan (Romania)
- Matej Jug (Eslovènia)

A més, es va anunciar que es desplegarien àrbitres assistents addicionals al torneig final d'Israel.

## Sorteig
El sorteig del torneig final va tenir lloc el 28 de novembre de 2012 a Tel-Aviv. Com a equip millor classificat segons el rànquing de coeficients de competició, Espanya va ser un dels dos primers caps de sèrie al costat de l'amfitrió Israel. Aquests dos equips es van agrupar en grups separats, igual que el segon i tercer equips de la llista, Anglaterra i Holanda. Els quatre països restants no van ser cap de sèrie i es van col·locar a les posicions restants en les dues seccions de quatre equips.
| Caps de sèrie                                      | Segons caps de sèrie         | No caps de sèrie                       |
| -------------------------------------------------- | ---------------------------- | -------------------------------------- |
| - Israel (assignat a A1) - Espanya (assignat a B1) | - Anglaterra - Països Baixos | - Itàlia - Alemanya - Rússia - Noruega |

## Equips
La data límit per presentar els 23 equips definitius va ser el 26 de maig de 2013, deu dies abans del partit inaugural.

## Fase de grups
El sorteig de la fase de grups es va celebrar el 28 de novembre de 2012 a Tel-Aviv.
Totes les hores són locals (UTC+3).

### Grup A
Error de Lua a Mòdul:Sports_table a la línia 580: attempt to concatenate local 'source' (a boolean value).
| Israel                          | 2–2    | Noruega                    |
| ------------------------------- | ------ | -------------------------- |
| Biton 16' (pen.) · Turgeman 71' | Report | Pedersen 24' · Singh 90+2' |

| Anglaterra | 0–1    | Itàlia      |
| ---------- | ------ | ----------- |
|            | Report | Insigne 79' |

| Anglaterra        | 1–3    | Noruega                             |
| ----------------- | ------ | ----------------------------------- |
| Dawson 57' (pen.) | Report | Berge 15' · Berget 34' · Eikrem 52' |

| Itàlia                                            | 4–0    | Israel |
| ------------------------------------------------- | ------ | ------ |
| Saponara 18' · Gabbiadini 42', 53' · Florenzi 71' | Report |        |

| Israel    | 1–0    | Anglaterra |
| --------- | ------ | ---------- |
| Kriaf 80' | Report |            |

| Noruega               | 1–1    | Itàlia           |
| --------------------- | ------ | ---------------- |
| Strandberg 90' (pen.) | Report | Bertolacci 90+4' |

Error de Lua a Mòdul:Sports_table a la línia 580: attempt to concatenate local 'source' (a boolean value).
| Espanya    | 1–0    | Rússia |
| ---------- | ------ | ------ |
| Morata 82' | Report |        |

| Països Baixos                       | 3–2    | Alemanya                     |
| ----------------------------------- | ------ | ---------------------------- |
| Maher 24' · Wijnaldum 38' · Fer 90' | Report | Rudy 47' (pen.) · Holtby 81' |

| Països Baixos                                                   | 5–1    | Rússia        |
| --------------------------------------------------------------- | ------ | ------------- |
| Wijnaldum 38' · De Jong 61' · John 69' · Hoesen 83' · Fer 90+2' | Report | Cheryshev 65' |

| Alemanya | 0–1    | Espanya    |
| -------- | ------ | ---------- |
|          | Report | Morata 86' |

| Espanya                               | 3–0    | Països Baixos |
| ------------------------------------- | ------ | ------------- |
| Morata 26' · Isco 32' · Vázquez 90+1' | Report |               |

| Rússia      | 1–2    | Alemanya                       |
| ----------- | ------ | ------------------------------ |
| Dzagoev 22' | Report | Herrmann 34' · Rudy 69' (pen.) |

### Grup B
Error de Lua a Mòdul:Sports_table a la línia 580: attempt to concatenate local 'source' (a boolean value).
| Espanya    | 1–0    | Rússia |
| ---------- | ------ | ------ |
| Morata 82' | Report |        |

| Països Baixos                       | 3–2    | Alemanya                     |
| ----------------------------------- | ------ | ---------------------------- |
| Maher 24' · Wijnaldum 38' · Fer 90' | Report | Rudy 47' (pen.) · Holtby 81' |

| Països Baixos                                                   | 5–1    | Rússia        |
| --------------------------------------------------------------- | ------ | ------------- |
| Wijnaldum 38' · De Jong 61' · John 69' · Hoesen 83' · Fer 90+2' | Report | Cheryshev 65' |

| Alemanya | 0–1    | Espanya    |
| -------- | ------ | ---------- |
|          | Report | Morata 86' |

| Espanya                               | 3–0    | Països Baixos |
| ------------------------------------- | ------ | ------------- |
| Morata 26' · Isco 32' · Vázquez 90+1' | Report |               |

| Rússia      | 1–2    | Alemanya                       |
| ----------- | ------ | ------------------------------ |
| Dzagoev 22' | Report | Herrmann 34' · Rudy 69' (pen.) |

## Fase eliminatòria

### Quadre
|  | Semifinals            | Semifinals |   |  | Final               | Final |  |
|  |                       |            |   |  |                     |       |  |
|  | 15 juny – Netanya     |            |   |  |                     |       |  |
|  | Espanya               | 3          |   |  |                     |       |  |
|  | Noruega               | 0          |   |  |                     |       |  |
|  |                       |            |   |  |                     |       |  |
|  |                       |            |   |  | 18 juny – Jerusalem |       |  |
|  |                       |            |   |  | Espanya             | 4     |  |
|  |                       | Itàlia     | 2 |  |                     |       |  |
|  |                       |            |   |  |                     |       |  |
|  |                       |            |   |  |                     |       |  |
|  |                       |            |   |  |                     |       |  |
|  | 15 juny – Petah Tikva |            |   |  |                     |       |  |
|  | Itàlia                | 1          |   |  |                     |       |  |
|  | Països Baixos         | 0          |   |  |                     |       |  |

### Semifinals
| Espanya                                 | 3–0    | Noruega |
| --------------------------------------- | ------ | ------- |
| Rodrigo 45+1' · Isco 87' · Morata 90+3' | Report |         |

| Itàlia     | 1–0    | Països Baixos |
| ---------- | ------ | ------------- |
| Borini 79' | Report |               |

### Final
| Espanya                                      | 4–2     | Itàlia                    |
| -------------------------------------------- | ------- | ------------------------- |
| Thiago 6', 31', 38' (pen.) · Isco 66' (pen.) | Informe | Immobile 10' · Borini 80' |

## Equip del torneig
L'equip tècnic de la UEFA es va encarregar de nomenar un equip format pels 23 millors jugadors al llarg del torneig. Espanya, amb onze, va tenir el nombre més gran de jugadors de l'equip del torneig.
Equip de la UEFA del Torneig
| Porters         | Defenses           | Migcampistes       | Davanters           |
| David de Gea    | Alberto Moreno     | Asier Illarramendi | Álvaro Morata       |
| Francesco Bardi | Íñigo Martínez     | Isco               | Rodrigo             |
| Ørjan Nyland    | Marc Bartra        | Koke               | Fabio Borini        |
|                 | Martín Montoya     | Thiago             | Georginio Wijnaldum |
|                 | Luca Caldirola     | Lewis Holtby       | Luuk de Jong        |
|                 | Bruno Martins Indi | Marco Verratti     |                     |
|                 | Stefan Strandberg  | Adam Maher         |                     |
|                 |                    | Alan Dzagóiev      |                     |

## Golejadors
4 gols
- Álvaro Morata

3 gols
- Thiago (1 assistència — guanyador de la bota de plata)[7]
- Isco (0 assistències — guanyador de la bota de bronze)[7]

2 gols
- Sebastian Rudy
- Manolo Gabbiadini
- Fabio Borini
- Georginio Wijnaldum
- Leroy Fer

1 gol
- Craig Dawson
- Lewis Holtby
- Patrick Herrmann
- Alon Turgeman
- Nir Biton
- Ofir Kriaf
- Alessandro Florenzi
- Andrea Bertolacci
- Ciro Immobile
- Lorenzo Insigne
- Riccardo Saponara
- Adam Maher
- Danny Hoesen
- Luuk de Jong
- Ola John
- Fredrik Semb Berge
- Harmeet Singh
- Jo Inge Berget
- Magnus Wolff Eikrem
- Marcus Pedersen
- Stefan Strandberg
- Alan Dzagoev
- Denis Cheryshev
- Álvaro Vázquez
- Rodrigo

## Pilota de partit oficial
La pilota oficial del Campionat d'Europa sub-21 de la UEFA es va presentar durant el sorteig a Tel-Aviv el 28 de novembre de 2012. La pilota tenia els mateixos colors blau i blanc que l'amfitrió del torneig Israel i el seu disseny presentava els mateixos patrons triangulars units tèrmicament que l'Adidas Tango 12, pilota de la UEFA Euro 2012.

## Crides al boicot del torneig
Després que Israel fos anunciat com a amfitrió, hi va haver intents per boicotejar el torneig. La petició més destacada contra el torneig que té lloc a Israel va ser organitzada per la Campanya de Solidaritat amb Palestina, que va exigir al president de la UEFA, Michel Platini, que revertís la seva decisió. Una altra petició organitzada pel Comitè d'Afers Públics Musulmans del Regne Unit va exigir que la UEFA traslladés el torneig a Anglaterra després que la UEFA considerés demanar a l'FA que estigués en espera si el conflicte Gaza-Israel continuava.
Una altra petició, organitzada per l'antic futbolista del Sevilla Frédéric Kanouté i que conté el nom de 50 futbolistes professionals que l'havien signat, també va guanyar l'atenció mediàtica però va atreure crítiques quan es van discutir alguns dels noms que hi figuraven. Didier Drogba, per exemple, va afirmar que mai va signar la petició i el seu nom va ser eliminat de la llista.